# Česká evangelická luteránská církev
Česká evangelická luteránská církev je státem neregistrovaná luterská církev, působící v západních Čechách.
Je misijním působištěm Evangelické luterské synody v Americe. Roku 2002 se stala členskou církví Konfesní evangelické luterské konference. Názorově je církev konzervativní, např. neordinuje ženy. Pastoři při bohoslužbě nosí albu se štólou. Nového pastora ordinují ostatní pastoři. První dva pastory ordinovali pastoři z Evangelické luterské synody v USA, Wisconsinské evangelické luterské synody a také pastoři z Německa. 
Své sbory má v Plzni a v Tlučné; kazatelskou stanici v Horní Bříze. Vydává časopis Pečeť víry. Večeře Páně a hromadná zpověď jsou součástí nedělní bohoslužby. Církev kromě bohoslužeb organizuje biblické hodiny, doučování anglického jazyka nebo letní tábory pro děti. 